# Дахно (Бердянский район)
Дахно (укр. Дахно) — село,
Андреевский поселковый совет,
Бердянский район,
Запорожская область,
Украина.
Код КОАТУУ — 2320655201. Население по переписи 2001 года составляло 6 человек.

## Географическое положение
Село Дахно находится на левом берегу реки Обиточная,
выше по течению примыкает село Новосельское,
ниже по течению на расстоянии в 2 км расположено село Коза.

## История
- 1920 — дата основания.